# Номерні знаки Чорногорії

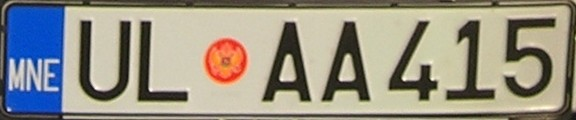
Номерний знак чинного зразка

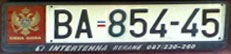
Старий дизайн номерного знака

Автомобільні номерні знаки Чорногорії використовуються для реєстрації транспортних засобів у Чорногорії. Вони використовуються для перевірки законності використання, наявності страхування та ідентифікації транспортних засобів.
Номерні знаки Чорногорії мають біле тло з чорними символами та смугу ЄС. Параметри пластини — 520 мм x 110 мм, за винятком мотоциклетних. Чинний формат ліцензійних номерних знаків введений 6 червня 2008 року і замінив старий формат (югославського зразка).

## Формат
Ліворуч пластини номерного знака — смуга ЄС синього кольору, яка містить міжнародний автомобільний код Чорногорії (MNE). Біле тло номера містить дволітерний код муніципалітету, в якому було зареєстровано транспортний засіб, герб Чорногорії, за реєстраційним кодом, який зазвичай складається з двох літер, за якими слідують три цифри. Однак, за додаткову плату, можна отримати індивідуальні пластини з будь-якою комбінацією літер і чисел. Літери I і O опущені в послідовних комбінаціях, оскільки подібні з цифрами 1 і 0, але вони можуть бути використані на індивідуальному номері серед інших літер, які опущені: W, X, Y, Q і сербохорватські літери латинської абетки ( Č, Ć, Š, Đ, Ž).
Поліцейські транспортні засоби мають номерні знаки з синіми літерами, а військові — знаки з зеленими літерами. Автомобілі дипломатичного корпусу мають окремі таблички, без коду міста, герба та коду на білому тлі. Знаки, що використовуються на великих вантажних автомобілях та інших транспортних засобах, для яких можуть бути обмеження руху, — червоні з білими символами.
На відміну від старих номерних знаків, які були успадковані від номерів зразка Югославії, і трохи змінені в 1992 році, нові номерні знаки мають окремий код регіону для кожного муніципалітету в Чорногорії.

## Регіональні коди

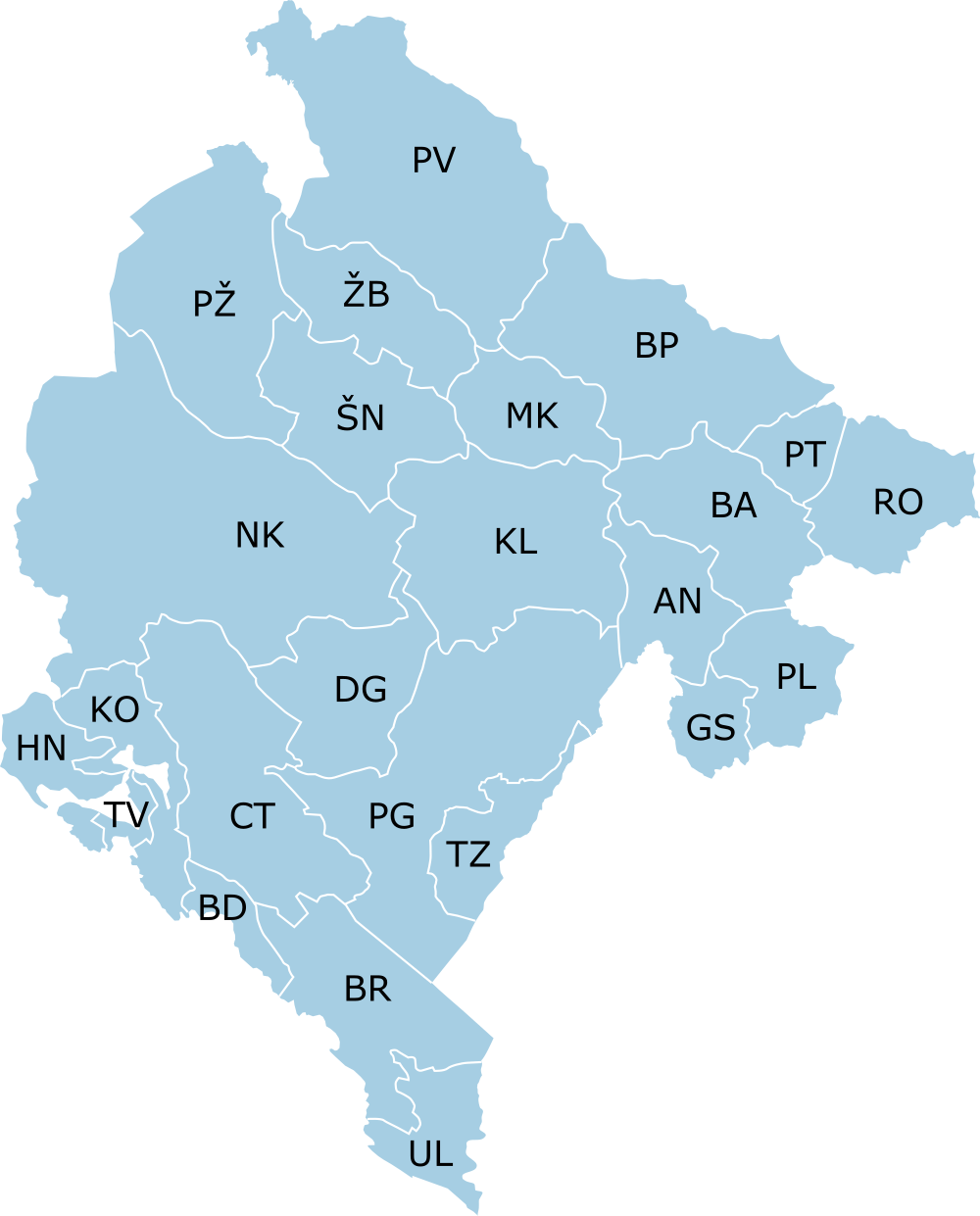
Карта Чорногорії з кодами регіонів.

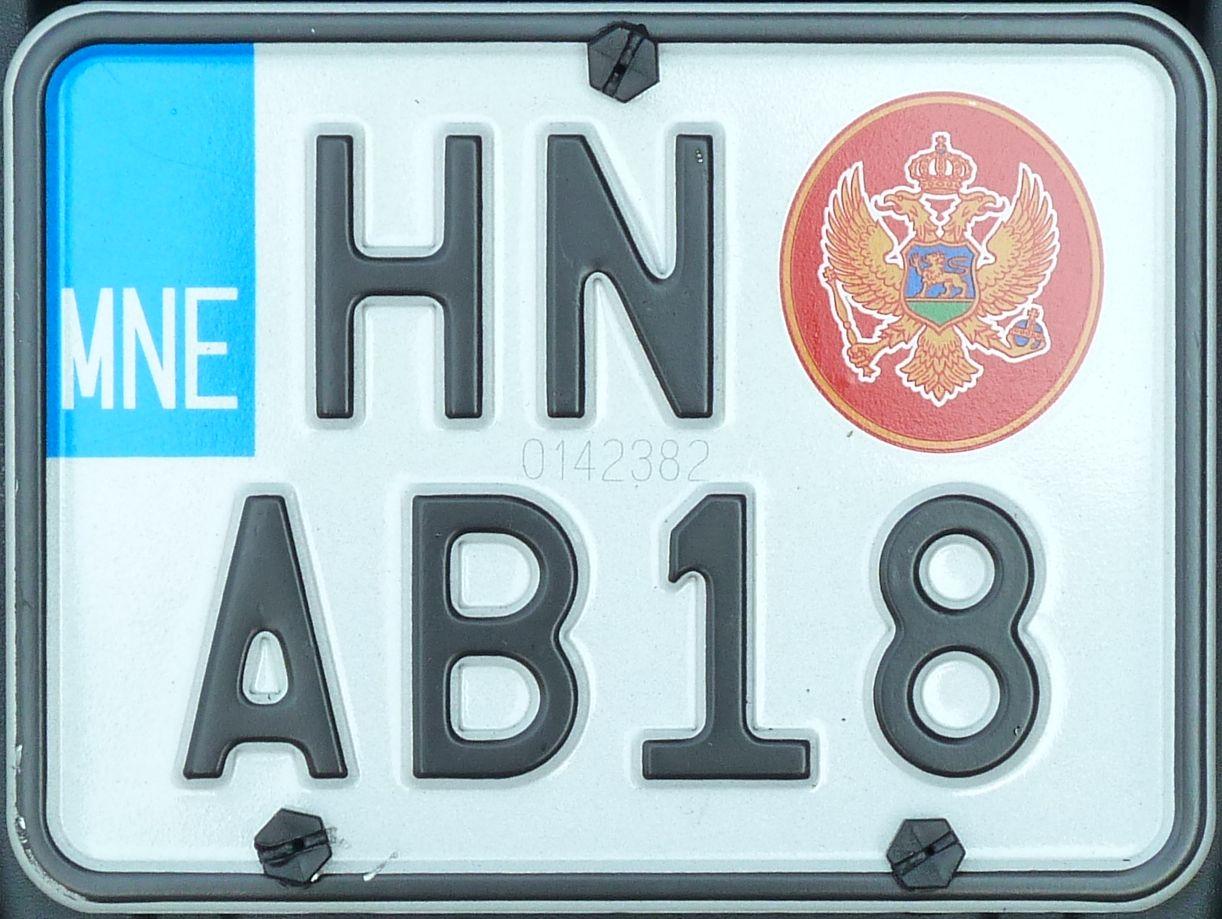
Номерний знак для мотоциклів

Коди та приклади відповідних номерних знаків в алфавітному порядку:
| Код | Регіон       | Приклад |
| --- | ------------ | ------- |
| AN  | Андрієвиця   |         |
| BA  | Беране       |         |
| BD  | Будва        |         |
| BP  | Бієло-Полє   |         |
| BR  | Бар          |         |
| CT  | Цетинє       |         |
| DG  | Даниловград  |         |
| GS  | Гусинє       |         |
| HN  | Херцег-Новий |         |
| KL  | Колашин      |         |
| KO  | Котор        |         |
| MK  | Мойковац     |         |
| NK  | Никшич       |         |
| PG  | Подгориця    |         |
| PL  | Плав         |         |
| PT  | Петн'їця     |         |
| PŽ  | Плужине      |         |
| PV  | Плєвля       |         |
| RO  | Рожає        |         |
| ŠN  | Шавник       |         |
| TV  | Тиват        |         |
| UL  | Ульцинь      |         |
| ŽB  | Жабляк       |         |

## Спеціальні типи

### Дипломатичні

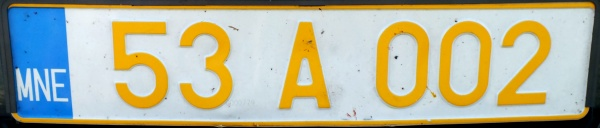
Номерний знак дипломатичної місії Норвегії

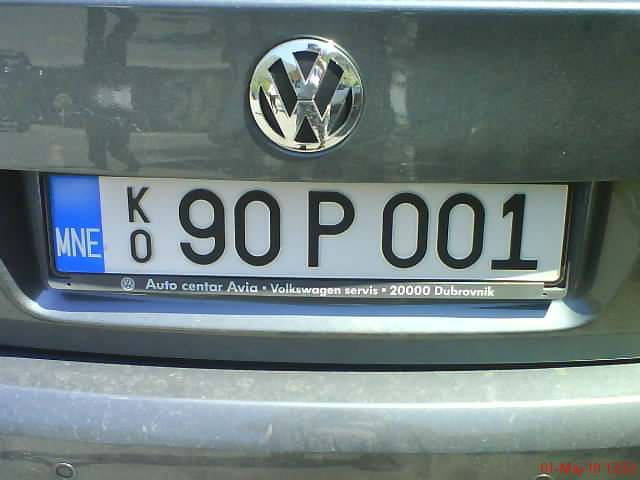
Номерний знак іноземної прес-агенції

Транспортні засоби, що експлуатуються іноземними посольствами, консульствами, консульськими та дипломатичними працівниками та різними міжнародними організаціями, мають номерні знаки містять дво- трицифровий код, одну літеру і три цифри, наприклад, «12 (3)X-456». Автомобіль, що належить дипломату, акредитованому недипломатичному персоналу або консульському штабу, містить табличку з символами, надрукованими жовтим кольором на білому тлі, а транспортний засіб, що належить іноземному прес-агентству, іноземному представнику культури або офісу іноземної компанії та його персонал, має таблички з символами, надрукованими чорним кольором на білому тлі, як звичайні.
Код з перших двох-трьох цифер (123) визначає країну або організацію, якій виданий номер, друга група з трьох чисел (456) — серійний номер. Літера (X) позначає ранг власника.
| Код | Зміст                                                             |
| --- | ----------------------------------------------------------------- |
| A   | Дипломат.                                                         |
| M   | Акредитований недипломатичний персонал — місія.                   |
| P   | Іноземна прес-агенція або іноземний культурний представник.       |
| E   | Представництво іноземної компанії.                                |
| C   | Консул. Співробітники консульства.                                |
| CMD | Голова дипломатичної місії (на додатковій овальній пластині).     |
| CD  | Особа з дипломатичним статусом (на додатковій овальній пластині). |

### Сільськогосподарські

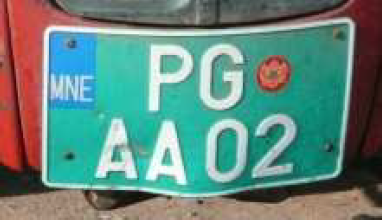
Номерний знак сільськогосподарського транспортного засобу.

Номерні знаки сільськогосподарських транспортних засобів містять з дволітерний код муніципалітету, в якому зареєстровано транспортний засіб, герб Чорногорії з наступними двома серійними літерами та двома серійними цифрами в нижньому ряду. Символи друкуються білим кольором на світло-зеленому тлі.

### Силових структур
Формат номерних знаків подібний до стандартних із використанням спеціальних кодів:
- P — Поліція
- V — Збройні сили.

### Тимчасові

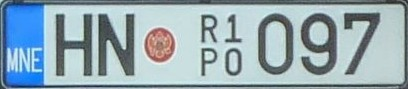
Тимчасовий номерний знак

Тимчасові номерні знаки містять після герба літери «RP» одну над одною, а також дві цифри, що позначають рік та три цифри серії.

## Спеціальні комбінації

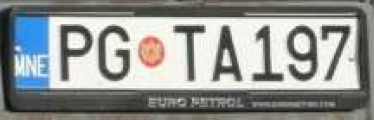
Подгориця (T-Tuzi/Malesia)

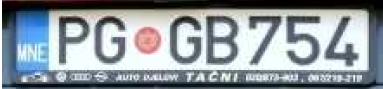
Подгориця (G-Golubovci/Zeta)

У Подгориці серед стандартних серійних комбінацій існує ще дві, які використовуються для двох міських муніципалітетів. Один з них — Тузі/Малезія, розташований на схід від Подгориці, і використовує комбінацію «PG Tx123» (наприклад, «PG TD123»). Інший — Голубовці/Зета, розташований на південь від Подгориці, і використовує комбінацію «PG Gx123» (наприклад, «PG GD123»). Причепи, зареєстровані в одному з цих міських муніципалітетів, також мають специфічні комбінації, наприклад, «PG 123TA».
Також існують дві інші комбінації, такі як «PG MN123» та «PG CG123». MN та CG — префікси скорочення назви Чорногорії. Ці дві комбінації використовуються лише державними органами та чорногорськими адміністраціями.